# Marie Agba-Otikpo
Marie Belkine (sinh ngày 1 tháng 12 năm 1948), thường được gọi là Marie Agba-Otikpo, là một chính trị gia Cộng hòa Trung Phi. Bà là thành viên của Quốc hội và là người đứng đầu Ủy ban Quốc phòng và An ninh (CDS).

## Thơ ấu và giáo dục
Agba-Otikpo sinh ngày 1 tháng 12 năm 1948 tại Bocaranga. Khi bắt đầu sự nghiệp, Agba-Otikpo là một nhân viên xã hội và được tuyển dụng tại Đại sứ quán Cộng hòa Trung Phi ở Paris với tư cách là cố vấn trong các vấn đề xã hội.

## Sự nghiệp chính trị
Liên kết với Tổng thống Ange-Félix Patassé, Agba-Otikpo được bầu vào Quốc hội với tư cách là đại diện MLPC cho quận đầu tiên của Ngaoundaye vào năm 1998. Bà đã nhận được 76,3 phần trăm số phiếu, và là quản trị viên của hội đồng từ năm 1999 đến năm 2000. Agba-Otikpo tái đắc cử vào ngày 8 tháng 5 năm 2005. Bà là thành viên của Quốc hội Liên minh châu Phi từ năm 2005 - 2011 và là thành viên của Ủy ban Y tế, Lao động và Xã hội. Bà đã bị đánh bại tại cuộc bầu cử quốc hội năm 2011.
Agba-Otikpo cũng là thành viên của REFPAC (Mạng lưới các nữ nghị sĩ Trung Phi) vào năm 2007. Vào ngày 29 tháng 4 năm 2015, Agba-Otikpo đã tái lập Bộ Công an sau cuộc tấn công của cảnh sát Bangui vào tháng 4 năm 2015. Vào thời điểm cảnh sát tấn công, Agba-Otikpo phụ trách Ủy ban Quốc phòng và An ninh cho Hội đồng Chuyển tiếp Quốc gia (CNT).
Trong cuộc tổng tuyển cử 2015-16, Agba-Otikpo đã tham gia cuộc đua cho Ngaoundaye lần thứ hai của Ouham-Pendé cho Đảng vì chính quyền dân chủ. Sau cuộc bầu cử vào tháng 4 năm 2016, bà đã bị Antoine Koirokpi đánh bại.